# Ollakanjärvet (Junosuando socken, Norrbotten, 752997-178316)
Ollakanjärvet är en sjö i Pajala kommun i Norrbotten och ingår i Torneälvens huvudavrinningsområde.